# Euglossa amazonica
Euglossa amazonica är en biart som beskrevs av Dressler 1982. Euglossa amazonica ingår i släktet Euglossa, tribus orkidébin, och familjen långtungebin. Inga underarter finns listade.